# Linux Professional Institute Certification
Linux Professional Institute Certification (LPIC) — сертификация в области Linux. Условием получения сертификата LPIC каждого из уровней является успешная сдача двух экзаменов.

## Администрирование базового уровня (LPIC-1)
Опубликовано 11 января 2000 г., обновлено в 2005 и 2009 гг.
Чтобы получить LPIC level 1, необходимо успешно сдать два экзамена, 101 и 102. Пройти их можно в любом порядке.
Раньше экзамен 101 делился на два альтернативных экзамена, один включал вопросы по RPM, а другой — по Deb. Обновление 2005 года объединило их в единственный экзамен, и теперь кандидаты должны знать оба формата.

### Требования
- Работа в командной строке.
- Выполнение операций по базовому обслуживанию.
- Развертывание и настройка рабочей станции, подключение её к сети.

## Администрирование углубленного уровня (LPIC-2)
Опубликовано 29 ноября 2001 г. Последняя версия — от 1 апреля 2009 г.
Для получения LPIC level 2 необходимо сдать два экзамена, 201 и 202. Пройти их можно в любом порядке, но перед сдачей необходимо иметь LPIC-1.

### Требования
- Администрирование малых и средних сайтов, основанных на серверах Windows Server и Linux.
- Курирование помощников.
- Консультирование руководства.

## Администрирование высокого уровня (LPIC-3)
LPIC-3 является кульминацией сертификационной программы LPI. Предназначен третий уровень для выделения Linux-профессионалов «корпоративного уровня». Программа LPIC-3 состоит из единственного экзамена для присвоения основной квалификации, LPIC-3 «Core». Несколько специализированных, «Specialty», экзаменов предусмотрены для присвоения дополнительных квалификаций на базе LPIC-3 «Core». Предложены следующие специализации: смешанная среда, безопасность, высокая доступность и виртуализация, Web и интранет, почта и сообщения. Первая специализированная квалификация, «смешанная среда» стала доступна в январе 2007 г., а «безопасность» вышла в феврале 2009 г.
Предварительные условия: нужно иметь актуальную сертификацию LPIC-2, чтобы получить LPIC-3, но экзамены LPIC-2 и LPIC-3 можно проходить в любом порядке.
Требования: Core — прохождение экзамена 301. Specialty — прохождение экзамена 301 и один из экзаменов LPI 302—306, чтобы получить сертификат соответствующей специализации.
В настоящее время на сайте LPI перечислены программы трех специализированных экзаменов: 302, 303 и 304. Экзамен 304 посвящён виртуализации. Даты публикации требований других специализаций не объявлены.